# Gabinete para a Proteção de Dados Pessoais
O Gabinete para a Protecção de Dados Pessoais (GPDP) (em chinês:個人資料保護辦公室) é um serviço público da Região Administrativa Especial de Macau que está responsável pela fiscalização e coordenação do cumprimento e execução da Lei da Protecção de Dados Pessoais, bem como pelo estabelecimento do regime de sigilo adequado e fiscalização da sua execução.
O Governo da Região Administrativa Especial de Macau publicou o Despacho do Chefe do Executivo n.º 83/2007 no Boletim Oficial de Macau em 12 de Março de 2007, para criar o Gabinete para a Protecção de Dados Pessoais. O Gabinete funciona de forma autónoma sob tutela do Chefe do Executivo, e é dirigido por um coordenador e coadjuvado por um coordenador-adjunto. Ambos são nomeados por despacho do Chefe do Executivo em regime de comissão de serviço.

## Atribuições
As principais atribuições do GPDP incluem:
- Fiscalização e coordenação: 
  - Fiscalizar e coordenar o cumprimento e execução da Lei da Protecção de Dados Pessoais; aceitar as notificações sobre o tratamento de dados pessoais e proceder ao respectivo registo; avaliar e tratar os pedidos de autorização e outros pedidos; emitir parecer conforme os pedidos;publicar autorizações sobre o cumprimento da obrigação de notificação, incluindo autorização de isenção e do cumprimento da obrigação de notificação por forma simplificada a fim de simplificar os trâmites de notificação e declaração do tratamento de dados pessoais para poupar recursos administrativos.fiscalizar e coordenar o cumprimento e execução da Lei da Protecção de Dados Pessoais; aceitar as notificações sobre o tratamento de dados pessoais e proceder ao respectivo registo; avaliar e tratar os pedidos de autorização e outros pedidos; emitir parecer conforme os pedidos;publicar autorizações sobre o cumprimento da obrigação de notificação, incluindo autorização de isenção e do cumprimento da obrigação de notificação por forma simplificada a fim de simplificar os trâmites de notificação e declaração do tratamento de dados pessoais para poupar recursos administrativos.
- Estabelecimento de regime: 
  - Estabelecer o regime de sigilo e fiscalizar a execução do respectivo regime.
- Tratamento de queixa: 
  - Aceitar consultas, reclamações ou denúncias relacionadas com a protecção de dados pessoais, e instaurar processos para investigar e aplicar sanções contra infracções administrativas que violem a Lei da Protecção de Dados Pessoais.
- Divulgação e educação: 
  - Divulgar ao público a Lei da Protecção de Dados Pessoais através de organização de palestras, sessões de esclarecimento, seminários e cursos, elaborar revistas e panfletos entre outros artigos de divulgação, bem como campanhas nos órgãos de comunicação social com vista a incrementar a consciência da população e das entidades responsáveis pelo tratamento de dados pessoais em relação à protecção da própria privacidade.
- Análises e pesquisa: 
  - Realizar estudos teóricos no âmbito da protecção de dados pessoais para aperfeiçoar os regimes e regulamentos relevantes.

## Legislação Orgânica
- Lei n.º 8/2005[1]
  - Define a Lei da Protecção de Dados Pessoais.
- Despacho do Chefe do Executivo n.º 83/2007[2]
  - Cria o Gabinete para a Protecção de Dados Pessoais.
- Despacho do Chefe do Executivo n.º 32/2020[4]
  - Prorroga a duração do Gabinete para a Protecção de Dados Pessoais.